# North Collins (village, New York)
North Collins est un village situé dans le comté d'Érié, dans l'État de New York, aux États-Unis,. En 2010, il comptait une population de 1 232 habitants, estimée au 1er juillet 2019 à 1 195 habitants.

## Démographie
Lors du recensement de 2010, le village comptait une population de 1 232 habitants. Elle est estimée, en 2019, à 1 195 habitants.